# Fyens Disconto Kasse
Fyens Disconto Kasse A/S var en dansk bank, der var landets første private forretningsbank.
Banken blev etableret 15. december 1846 som Danmarks anden private forretningsbank. En af stifterne var Lorenz Bierfreund, der blev bogholder og daglig leder i banken, og som 1858 blev adm. direktør. Nationalbanken havde filialer i Aarhus og Flensborg, men havde forinden afvist at etablere en tredje filial i Odense. Oprindeligt var det formålet, at discontokassen skulle diskontere de veksler, som fynboerne ellers havde sendt til Hamborg og København, men hurtigt blev forretningsområdet udvidet, og banken blev en betydelig aktør i fynsk finansliv. Banken var beliggende Vestergade 8 på Flakhaven over for Odense Rådhus i en bygning opført 1929-32 af Holger Jacobsen.
Aktiekapitalen var ved stiftelsen på 143.659 rigsdaler. Bankens indlån det første år var på 65.000 rdl. I 1901 var aktiekapitalen steget til 3.500.000 kr. og i 1950 til 18.000.000 kr.
I anledning af sit 100-års jubilæum i 1946 skænkede banken en skulptur af Knud den Hellige til Odense. 
I 1967 fusionerede Fyens Disconto Kasse med Aarhuus Privatbank til Den Danske Provinsbank, senere Provinsbanken, der i 1990 blev en del af Den Danske Bank.

## Ledelse
Denne liste er ufuldstændig; hjælp gerne med at udfylde den.
- 1858-1891 Lorenz Bierfreund, adm. direktør (døde i stillingen)
- 1920-1951 Georg Jacobsen, adm. direktør
  - 1928-1953 Ejnar Houmark-Nielsen, direktør